# Emunim
Emunim (hebrejsky אֱמוּנִים, doslova „Věrní“, v oficiálním přepisu do angličtiny Emunim) je vesnice typu mošav v Izraeli, v Jižním distriktu, v Oblastní radě Be'er Tuvja.

## Geografie
Leží v nadmořské výšce 34 metrů v pobřežní nížině, v regionu Šefela.
Obec se nachází 6 kilometrů od břehu Středozemního moře, cca 37 kilometrů jihojihozápadně od centra Tel Avivu, cca 53 kilometrů jihozápadně od historického jádra Jeruzalému a 6 kilometrů jihovýchodně od Ašdodu. Emunim obývají Židé, přičemž osídlení v tomto regionu je etnicky převážně židovské.
Emunim je na dopravní síť napojen pomocí lokální silnice číslo 3711, která severozápadně od vesnice ústí do dálnice číslo 4.

## Dějiny
Emunim byl založen v roce 1950. Novověké židovské osidlování této lokality začalo po válce za nezávislost, kdy v roce 1948 tuto oblast ovládla izraelská armáda a došlo k vysídlení většiny arabské populace v tomto regionu.
Zakladateli mošavu byla skupina Židů z Egypta, kteří se zde usadili 4. ledna 1950. Židovská agentura přistěhovalcům poskytla počáteční pomoc a výcvik pro zemědělský způsob obživy. V době zakládání mošavu vrcholila zimní dešťová sezóna a obec byla dopravně izolovaná. Zásobování osady muselo probíhat letecky. V roce 1954 populaci vesnice posílila skupina Židů z Maroka, Íránu, Rumunska a jiných zemí. V roce 1991 prošla obec stavební expanzí zaměřenou na poskytnutí bydlení pro mladou generaci zdejších usedlíků.
Jméno obce odkazuje na citát z biblické Knihy Žalmů 31,24: „Milujte Hospodina, všichni jeho zbožní, Hospodin své věrné opatruje, odplácí však plnou měrou těm, kteří si vedou zpupně“
Správní území obce dosahuje cca 3600 dunamů (3,6 kilometru čtverečního). Funguje tu společenské centrum, zdravotní středisko, obchod a knihovna. Místní ekonomika je stále zčásti orientována na zemědělství.

## Demografie
Podle údajů z roku 2014 tvořili naprostou většinu obyvatel v Emunim Židé (včetně statistické kategorie "ostatní", která zahrnuje nearabské obyvatele židovského původu ale bez formální příslušnosti k židovskému náboženství).
Jde o menší obec vesnického typu s dlouhodobě rostoucí populací. K 31. prosinci 2014 zde žilo 942 lidí. Během roku 2014 populace stoupla o 2,5 %.
| Rok            | 1961 | 1972 | 1983 | 1995 | 2001 | 2003 | 2004 | 2005 | 2006 | 2007 | 2008 | 2009 | 2010 | 2011 | 2012 | 2013 | 2014 |
| -------------- | ---- | ---- | ---- | ---- | ---- | ---- | ---- | ---- | ---- | ---- | ---- | ---- | ---- | ---- | ---- | ---- | ---- |
| Počet obyvatel | 441  | 354  | 441  | 539  | 624  | 673  | 694  | 703  | 732  | 736  | 739  | 873  | 911  | 907  | 917  | 919  | 942  |